# Gavin Hume
Pour les articles homonymes, voir Gavin.

a Compétitions nationales et continentales officielles uniquement.

Dernière mise à jour le 3 avril 2018.
Gavin Hume, né le 25 mars 1980 à Riversdale en Afrique du Sud, est un joueur de rugby à XV sud-africain,  qui évolue principalement au poste de centre.

## Carrière
- 1999, 2001, 2002 : Natal Wildebeest, Natal Sharks (juniors, espoirs)
- 2002, 2003, 2004 : SWD Eagles (Currie Cup)
- 2004 : Stormers (Super 12)
- 2004-2013 : USA Perpignan (Top 14)
- 2013-2014 : ASM Clermont Top 14 (Joker Médical)

## Palmarès
- Top 14 :
  - Champion (1) : 2009